# Epidendrum wrightii
Epidendrum wrightii är en orkidéart som beskrevs av John Lindley. Epidendrum wrightii ingår i släktet Epidendrum och familjen orkidéer. Inga underarter finns listade i Catalogue of Life.